# Parc Bertrand
Pour les articles homonymes, voir Bertrand.
Le parc Bertrand est un jardin public situé dans le quartier de Champel à Genève d'une surface de 110 823 m2

## Histoire
Le parc, ainsi que la propriété qui s'y trouve, ont été légués à la Ville de Genève par Alice Noerbel, la veuve d'Alfred Bertrand, représentant d'une grande famille genevoise en 1933 (pour une partie) puis en 1940 (pour le reste).

## Description
On trouve dans le parc une pataugeoire d'environ 30 centimètres de profondeur destinée aux enfants, un parc exclusivement pour chien, un terrain de foot, un espace toboggan, un mur de tennis, une mare, une petite cascade, un ruisseau, un jardin japonais, des toilettes ou encore un espace de musculation inauguré en 2015
En bordure du parc se trouve l'école Bertrand (l'ancienne bâtisse de la famille Bertrand). Cette école publique, de niveau primaire a été transformée en 2004 en jardin de petite enfance, les élèves et enseignants ayant été répartis dans les écoles environnantes de Contamines, Peschier et des Crêts-de-Champel.

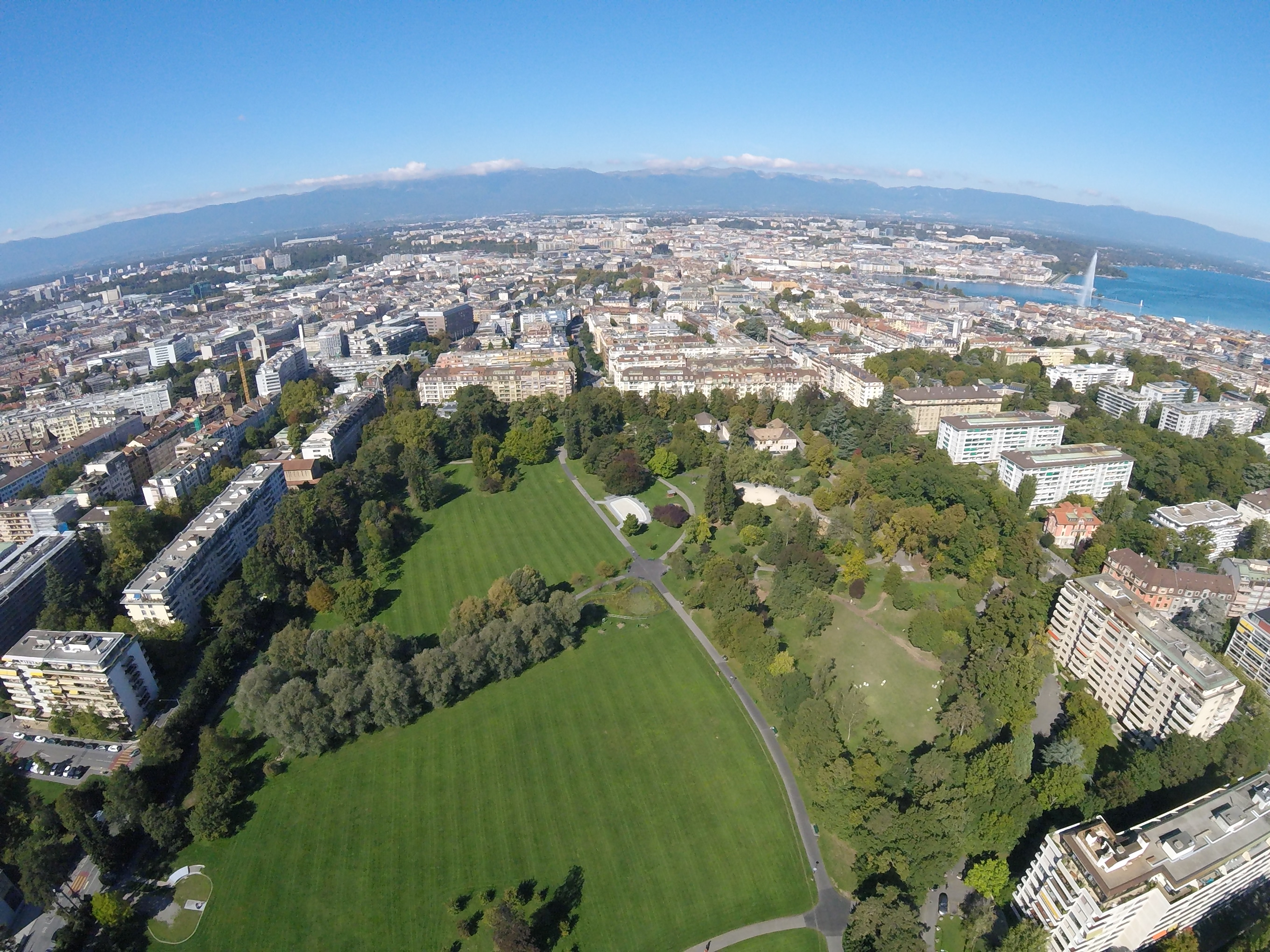
Le parc Bertrand, vue aérienne

## Sources
1. ↑  Parc Bertrand sur www.ville-ge.ch